# Mistura Armstrong

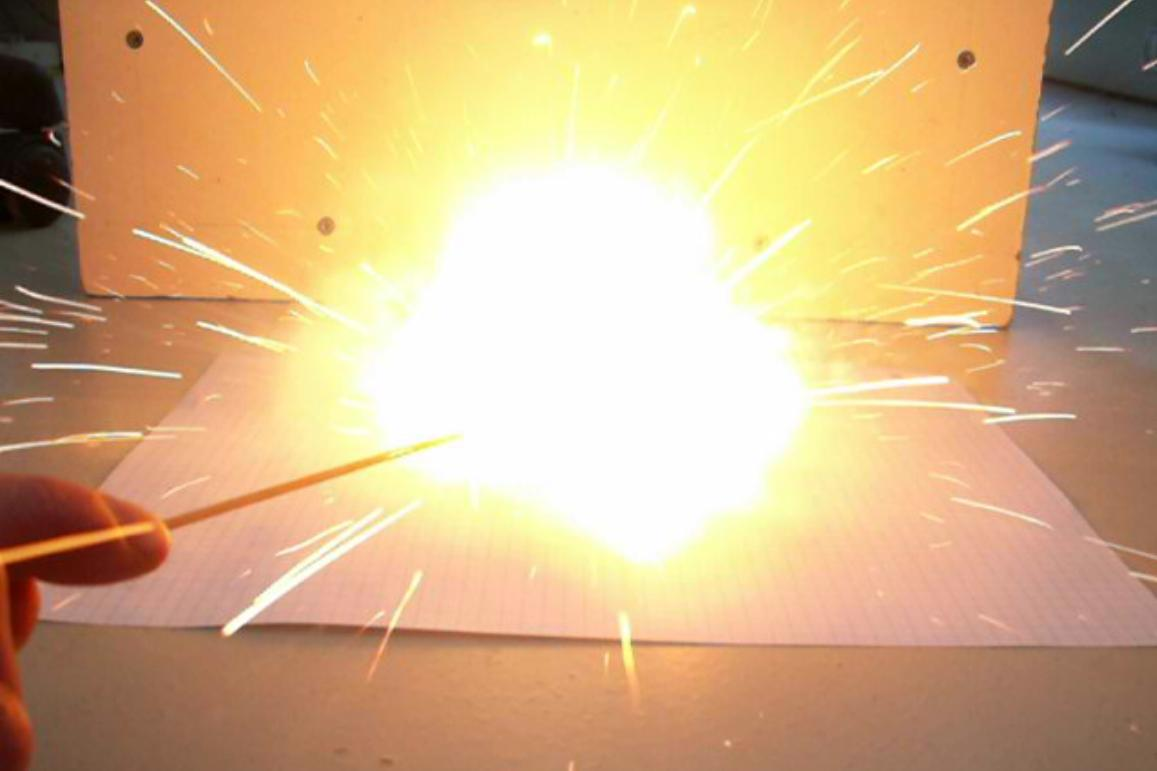
A mistura Armstrong em ignição

A mistura Armstrong é um explosivo primário altamente sensível. Seus principais ingredientes são: fósforo vermelho e um forte oxidante, como clorato de potássio ou perclorato de potássio. O enxofre é usado para substituir parte ou todo o fósforo para diminuir levemente a sensibilidade e reduzir os custos; carbonato de cálcio também pode estar presente em pequenas proporções. Comercialmente, a "mistura Armstrong" é usada em quantidades de miligramas nas espoletas de papel nas armas de espoleta.
Uma versão improvisada pode ser feita com cabeças de palito de fósforo, moídas em pó fino e misturadas com outro pó fino, desta vez feito com a faixa de oxidante encontrada ao lado das caixas de fósforos. Também foi considerada uma mistura adequada para as espoletas usadas em armas após a adição de carbeto de boro, e foi usada durante a Segunda Guerra Mundial.[carece de fontes?]
A fórmula original da "mistura Armstrong" é: 67% de clorato de potássio (KClO3), 27% de fósforo (P) vermelho, 3% de enxofre (S), 3% de carbonato de cálcio (CaCO3), dissolvido em água com goma arábica ou similar.